# Рутил

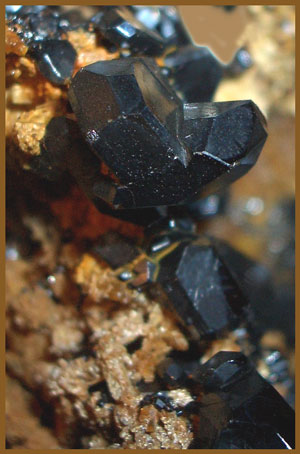
Рутил, коленчатый двойник на кварце, 1 см.

Рути́л (от лат. rutilus — изжелта-красный, золотисто-красный) — минерал класса оксидов, наиболее распространённая полиморфная модификация диоксида титана TiO2 (наряду c брукитом и анатазом). Изоморфные примеси: Cr, Nb, Ta, V, Sn. Разновидности рутила: стрюверит — содержит примесь Ta2O5 до 47 %; ильменорутил — Nb2O5 до 42 %; нигрин — железистый рутил.

## Вид кристаллов
Кристаллическая структура рутила образована лентами TiO6 — октаэдров, вытянутыми вдоль четверной оси. Кристаллы призматические, столбчатые до игольчатых. Грани призмы покрыты вертикальной штриховкой. Oбычные двойники коленчатые, сердцевидные. Прозрачность от полупрозрачного до непрозрачного. Излом раковистый до неровного. Хрупок.

## Свойства
Твёрдость по минералогической шкале 6,5—7,5; плотн. 4200—4400 кг/м3 Цвет чёрный, бурый, красный (гиацинтово-красный, кровяно-красный), золотисто-жёлтый и жёлто-бурый, в тонких пластинках или игольчатых кристаллах иногда до бесцветного. Блеск металлический до алмазного. Сингония тетрагональная. Спайность средняя по (110) и несовершенная по (100). Прозрачность большей частью незначительная, просвечивает в краях. Перед паяльной трубкой не плавится, в кислотах не растворяется. Диэлектрическая проницаемость 130 — одно из самых высоких значений в природе.

## Нахождение в природе
Месторождения расположены в Австралии (Новый Южный Уэльс), Индии, Италии, Сьерра-Леоне, ЮАР, США (штаты Флорида и Алабама). В России промышленные концентрации рутила известны на Урале и в Туве. В месторождениях рутил образует плотные зернистые либо сливные массы, в россыпях — окатанные зерна. В качестве акцессорного минерала встречается в гранитах, сиенитах, диоритах, габбро и других магматических породах и их пегматитах. Чрезвычайно распространен в метаморфических породах (гнейсах, амфиболитах и др.). Характерный минерал минерализованных трещин в метаформических породах — альпийских жил, где он обычно заключен в кристаллах кварца. Весьма устойчив по отношению к агентам выветривания и поэтому накапливается в россыпях и корах выветривания, возникших за счет рутилоносных пород. Образует эпитаксические срастания с магнетитом, гематитом, ильменитом, игольчатые и волосовидные вростки в кварце («стрелы Aмура», «волосы Bенеры»), гранате. Ориентированные по кристаллографическим направлениям вростки рутила в сапфире, рубине, шпинели и др. обусловливают астеризм (эффект мерцающей звезды) y этих минералов. Встречается также в виде мелко- и крупнозернистых сплошных масс. Тонкозернистый агрегат рутила входит в состав псевдоморфоз по минералам Ti (лейкоксен).

## Применение
Pутил — важный компонент титановых руд, применяется в электродной и лакокрасочной промышленности. Служит также источником извлечения Nb и Ta. Из титано-циркониевых руд россыпей рутила извлекают гравитационными методами на сепараторах различных модификаций, пневматических столах в черновой концентрат тяжёлых металлов, направляемый на доводку магнитной и электрической сепарацией; обогащением на гидравлических и пневматических концентрационных столах; флотацией (для мелкозернистых концентратов). Флотируется олеиновой кислотой, олеатом натрия, талловым маслом, мылонафтом при pH 5,5-6, окисленным петролатумом при pH 3-7,5, алкилсульфатом в кислой среде, катионным собирателем при pH-2. Депрессируется в среде c pH выше 9 содой в сочетании c жидким стеклом или крахмалом, глубокой обработкой газообразным азотом; активируется сернокислотной обработкой. Концентраты рутила подвергаются восстановительно-хлорирующему обжигу при 970—1270 K (700—1000 °C) в присутствии твердого восстановителя для получения четырёххлористого титана. Рутил применяют в производстве губчатого титана, пигментного диоксида титана, титановых сталей и карбидов, а также в керамической промышленности. В пищевой промышленности известен под номером E171.

## Синтетический рутил

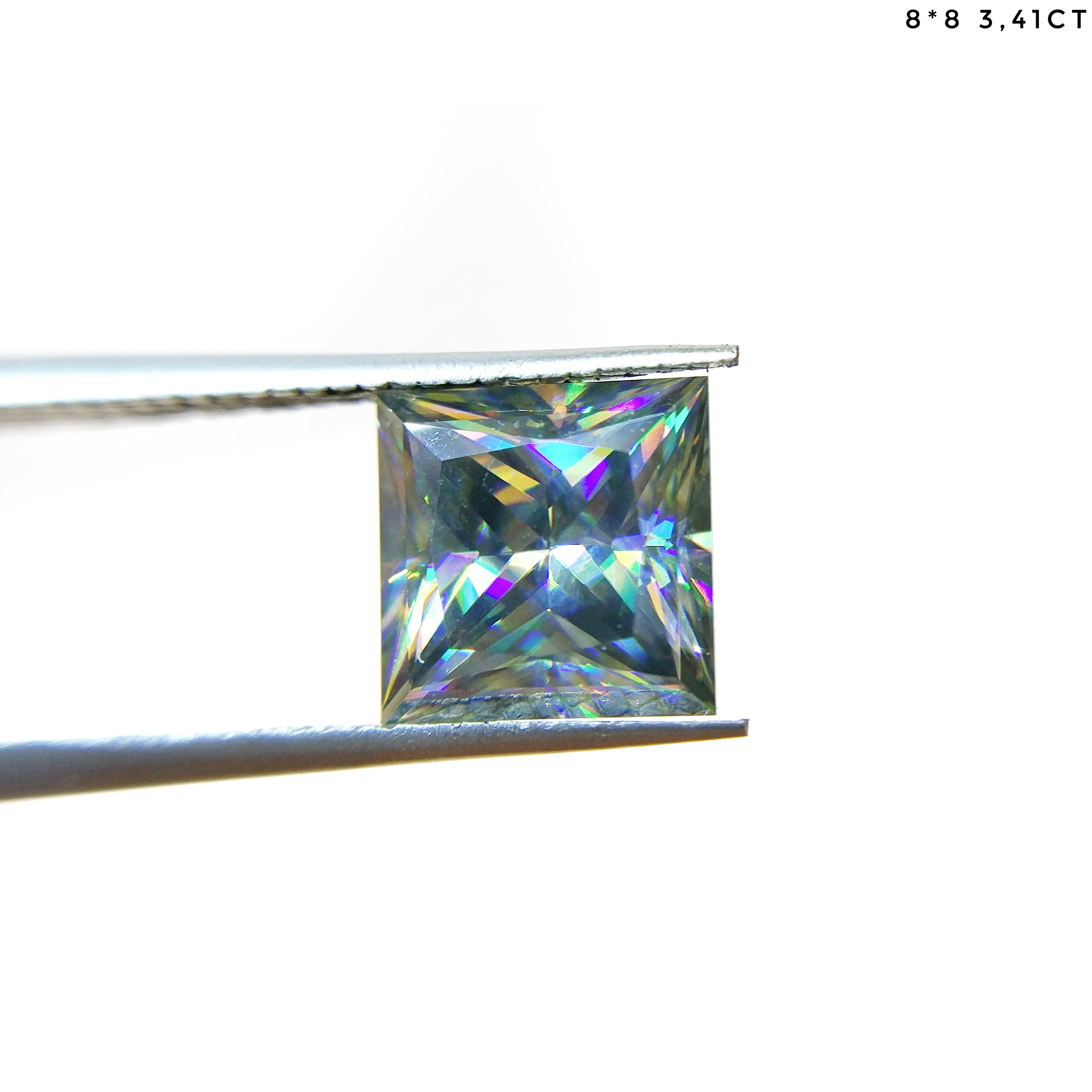
Огранённый синтетический рутил. Квадрат 8*8мм

Первым синтетическим камнем, появившимся в продаже после Второй мировой войны, был рутил, впервые полученный в качестве побочного продукта при научных исследованиях по изготовлению новых белил. Первый рутил ювелирного качества был изготовлен компанией «Нэйшнл лид индастрис» в США в 1948 году. Он имеет более высокий показатель преломления, чем алмаз, однако этот камень страдает недостатком, обусловленным высоким двупреломлением, что делает «затуманенными» тыльные грани. Несмотря на этот недостаток, замечательный вид камней привёл к широкой популярности рутила, особенно в 1950-х годах. Чаще всего он продавался под названием «титания», однако использовалось и много других торговых наименований, один только перечень которых дает возможность ощутить как популярность, так и необыкновенные свойства этого камня: «астрил», «бриллианте», «даймотист», «гава джем», «джарра джем», «кения джем», «йоханнес джем», «кимберлит джем», «люстерлит», «миридис», «рейнбоу даймонд» («радужный алмаз»), «рейнбоу джем» («радужный камень»), «рейнбоу мэйджик даймонд» («радужный волшебный алмаз»), «сапфирайзед тайтейния», «тайтейния-стар», «тайрум джем», «тайтенджем», «тайтейния бриллианте», «тайтейния миднайт стоун» («полночный камень титания»), «тайтейниум», «тайтейниум рутил», «тайтен стоун», «заба джем». Название «радужный камень», вероятно, лучше всего соответствует рекламным описаниям этого камня. Рутил — первый действительно новый драгоценный камень в современной ювелирной промышленности.